# Iota Octantis
Iota Octantis (16 Octantis) é uma estrela na direção da constelação de Octans. Possui uma ascensão reta de 12h 54m 58.35s e uma declinação de −85° 07′ 24.3″. Sua magnitude aparente é igual a 5.45. Considerando sua distância de 371 anos-luz em relação à Terra, sua magnitude absoluta é igual a 0.17. Pertence à classe espectral K0III.